# Camp de Ma Tau Chung
Le camp de Ma Tau Chung (馬頭涌戰俘營, Ma Tau Chung Camp) est un camp de prisonniers de guerre de l'armée impériale japonaise présent à Hong Kong dans la zone de Ma Tau Chung (en) durant la Seconde Guerre mondiale.
Il est construit par le gouvernement de Hong Kong vers 1941 en tant que camp de réfugiés, tout comme le camp de North Point et le camp d'Argyle Street. Il est situé sur des parties de l'actuelle Ma Tau Chung Road et du lotissement de Ma Tau Wai Estate (en).
Il est fermé en 1944 lorsque les prisonniers de guerre indiens restants sont transférés au camp d'Argyle Street mais est ensuite rouvert sous le nom de « camp de Ma Tau Wai » (馬頭圍戰俘營), détenant des civils de pays tiers.